# Champions Cup and the WTA of Indian Wells 1991
Il Champions Cup and the WTA of Indian Wells 1991, conosciuto anche con il nome di Newsweek Champions Cup and the and the Virginia Slims of Palm Springs 1991 per ragioni di sponsorizzazione, è stato un torneo di tennis giocato sul cemento. È stata la 18ª edizione del Torneo di Indian Wells, che fa parte della categoria ATP Super 9 nell'ambito dell'ATP Tour 1991, e della Tier II nell'ambito del WTA Tour 1991. Il torneo maschile si è giocato a Indian Wells dal 2 al 16 marzo e quello femminile a Palm Springs dal 25 febbraio al 3 marzo 1991.

## Campioni

### Singolare maschile
Jim Courier ha battuto in finale  Guy Forget con il punteggio di 4–6, 6–3, 4–6, 6–3, 7–6(4)

### Singolare femminile
Martina Navrátilová ha battuto in finale  Monica Seles con il punteggio di 6–2, 7–6(6)

### Doppio maschile
Jim Courier /  Javier Sánchez hanno battuto in finale  Guy Forget /  Henri Leconte con il punteggio di 7–6, 6–1

### Doppio femminile
Torneo cancellato per la pioggia dopo che si erano disputati solo 5 match del 1º turno.